# Umweltstiftung Michael Otto
Die Umweltstiftung Michael Otto ist eine gemeinnützige finanziell fördernde und operativ tätige Stiftung bürgerlichen Rechts mit Sitz in Hamburg.

## Geschichte
Der Unternehmer Michael Otto gründete die Stiftung 1993 unter dem Namen Michael Otto Stiftung für Umweltschutz mit dem Zweck der Förderung des Natur- und Umweltschutzes, insbesondere der Förderung des Schutzes von Meeren, Gewässern, Feuchtgebieten und Trinkwasserressourcen.
Im April 2018 nahm die Stiftung ihren aktuellen Namen an.

## Kuratorium
Dem Kuratorium der Stiftung, das über die strategischen Weichenstellungen und Förderungen der Stiftung entscheidet, sitzt der Stifter Michael Otto vor. Weitere Kuratoriumsmitglieder sind Jochen Flasbarth (Staatssekretär im Bundesministerium für wirtschaftliche Zusammenarbeit und Entwicklung), Christoph Heinrich (Vorstand Bereich Naturschutz WWF Deutschland), Jörg-Andreas Krüger (Präsident NABU – Naturschutzbund Deutschland e.V), Janina Özen-Otto (Gründerin der Ana Kwa Ana Stiftung), Cornelia Quennet-Thielen (ehem. Staatssekretärin im Bundesministerium für Bildung und Forschung), Franziska Tanneberger (Biologin an der Universität Greifswald und Leiterin des Greifswald Moor Centrum).